# Список серій мультсеріалу «Гучний дім»
Гучний дім — американський мультсеріал створений для каналу студією Nickelodeon Animation Studio для каналу Nickelodeon показ якого відбувся 2 травня 2016.

## Огляд серіалу
Шаблон:Series overview/special
| Сезон | Епізоди | Епізоди | Оригінальний показ | Оригінальний показ |
| Сезон | Епізоди | Епізоди | Перший показ       | Останній показ     |
| ----- | ------- | ------- | ------------------ | ------------------ |
| 1     | 26      | 26      | 2 травня 2012      | 8 листопада 2013   |
| 2     | 26      | 26      | 9 листопада 2016   | 1 грудня 2017      |

## Серії

### 1 сезон (2016)
| № в цілому | № в сезоні | Оригінальна назва                   | Українська назва           | Сценарист(и)              | Показ в США      | Показ в Україні | Код серії | Глядачі США (у мільйонах) |
| 1a         | 1a         | Left in the Dark                    | Самі в темряві             | Кріс Савіно               | 2 травня 2016    | TBA             | 001       | 2.07                      |
| 1b         | 1b         | Get the Message                     | Отримано повідомлення      | Алек Швіммер              | 2 травня 2016    | TBA             | 003       | 2.07                      |
| 2a         | 2a         | Heavy Meddle                        | Небезпечне втручання       | Ава Трамер                | 3 травня 2016    | TBA             | 004       | 1.79                      |
| 2b         | 2b         | Making the Case                     | Заробити нагороду          | Карла Сакас               | 3 травня 2016    | TBA             | 007       | 1.79                      |
| 3a         | 3a         | Driving Miss Hazy                   | Міс білява водійка         | Карла Сакас               | 9 травня 2016    | TBA             | 011       | 1.74                      |
| 3b         | 3b         | No Guts, No Glori                   | Ні ризику, ні слави        | Халей Манкіні             | 10 травня 2016   | TBA             | 012       | 1.85                      |
| 4a         | 4a         | A Tale of Two Tables                | Історія двох столів        | Майкл Рубінер             | 6 травня 2016    | TBA             | 013       | 1.74                      |
| 4b         | 4b         | The Sweet Spot                      | Гарне місце                | Кевін Салліван            | 6 травня 2016    | TBA             | 014       | 1.74                      |
| 5a         | 5a         | Project Loud House                  | Проект будинок Лаудів      | Кріс Савіно Майкл Рубінер | 5 травня 2016    | TBA             | 008       | 1.78                      |
| 5b         | 5b         | In Tents Debate                     | Відпусткова дискусія       | Боб Міттентхал            | 5 травня 2016    | TBA             | 002       | 1.78                      |
| 6a         | 6a         | Sound of Silence                    | Звук тиші                  | Майкл Рубінер             | 19 травня 2016   | TBA             | 006       | 1.79                      |
| 6b         | 6b         | Space Invader                       | Кімнатний прибулець        | Кріс Савіно               | 20 травня 2016   | TBA             | 010       | 1.74                      |
| 7a         | 7a         | Picture Perfect                     | Ідеальна картина           | Скотт Крімер              | 11 травня 2016   | TBA             | 005       | 1.87                      |
| 7b         | 7b         | Undie Pressure                      | Тиск на звички             | Алек Швіммер              | 12 травня 2016   | TBA             | 009       | 1.77                      |
| 8a         | 8a         | Linc or Swim                        | Плаваючий Лінк             | Карла Сакас               | 13 травня 2016   | TBA             | 018       | 1.84                      |
| 8b         | 8b         | Changing the Baby                   | Зміна дитини               | Алек Швіммер              | 18 травня 2016   | TBA             | 015       | 1.64                      |
| 9a         | 9a         | Overnight Success                   | Нічний успіх               | Кевін Салліван            | 20 липня 2016    | TBA             | 019       | 2.15                      |
| 9b         | 9b         | Ties That Bind                      | Зв'язки, які зв'язують     | Карла Сакас               | 7 червня 2016    | TBA             | 017       | 1.85                      |
| 10a        | 10a        | Hand-Me-Downer                      | Спадок для мене            | Майкл Рубінер             | 16 травня 2016   | TBA             | 016       | 1.85                      |
| 10b        | 10b        | Sleuth or Consequences              | Слідство або наслідки      | Вітні Ветта Семмі Кровлі  | 17 травня 2016   | TBA             | 020       | 1.64                      |
| 11a        | 11a        | Butterfly Effect                    | Ланцюгова реакція          | Кевін Салліван            | 9 червня 2016    | TBA             | 021       | 1.93                      |
| 11b        | 11b        | The Green House                     | Природний дім              | Боб Міттентхал            | 8 червня 2016    | TBA             | 022       | 1.88                      |
| 12a        | 12a        | Along Came a Sister                 | Пришестя сестер            | Карла Сакас               | 4 травня 2016    | TBA             | 024       | 1.80                      |
| 12b        | 12b        | Chore and Peace                     | Важка робота і світ        | Алек Швіммер              | 4 травня 2016    | TBA             | 023       | 1.80                      |
| 13a        | 13a        | For Bros About to Rock              | Для брата про рок          | Алек Швіммер              | 6 червня 2016    | TBA             | 025       | 1.82                      |
| 13b        | 13b        | It's a Loud, Loud, Loud, Loud House | Це будинок Лойдів          | Кріс Савіно               | 10 червня 2016   | TBA             | 026       | 1.70                      |
| 14a        | 14a        | Toads and Tiaras                    | Бруднулі і тіари           | Вітні Ветта Семмі Кровлі  | 21 липня 2016    | ТВА             | 027       | 1.95                      |
| 14b        | 14b        | Two Boys and a Baby                 | Двоє хлопців і дитина      | Карла Сакас               | 19 липня 2016    | ТВА             | 028       | 2.28                      |
| 15а        | 15а        | Cover Girls                         | Дівчата під прикриттям     | Шила Шрінівас             | 1 серпня 2016    | ТВА             | 029       | 2.16                      |
| 15b        | 15b        | Save the Date                       | Пам'ятна дата              | Карла Сакас               | 4 серпня 2016    | ТВА             | 030       | 1.99                      |
| 16а        | 16а        | Attention Deficit                   | Дефіцит уваги              | Кевін Салліван            | 3 серпня 2016    | ТВА             | 031       | 2.00                      |
| 16b        | 16b        | Out on a Limo                       | На лімузині                | Алек Швіммер              | 2 серпня 2016    | ТВА             | 032       | 2.21                      |
| 17а        | 17а        | House Music                         | Дім музики                 | Кевін Салліван            | 18 липня 2016    | ТВА             | 033       | 1.94                      |
| 17b        | 17b        | A Novel Idea                        | Новаторська ідея           | Алек Швіммер              | 22 липня 2016    | ТВА             | 034       | 1.80                      |
| 18а        | 18а        | April Fools Rules                   | Правила дня дурнів         | Вітні Ветта Семмі Кровлі  | 23 вересня 2016  | ТВА             | 035       | 1.95                      |
| 18b        | 18b        | Cereal Offender                     | Зерновий порушник          | Карла Сакас               | 18 жовтня 2016   | ТВА             | 036       | 1.72                      |
| 19а        | 19а        | Lincoln Loud: Girl Guru             | Лінкольн Лойд: Гуру дівчат | Вітні Ветта Семмі Кровлі  | 13 вересня 2016  | ТВА             | 037       | 1.63                      |
| 19b        | 19b        | Come Sale Away                      | Гаражний розпродаж         | Шила Шрінівас             | 12 вересня 2016  | ТВА             | 038       | 1.66                      |
| 20а        | 20а        | Roughin' It                         | Змужність його             | Карла Сакас               | 14 вересня 2016  | ТВА             | 040       | 1.52                      |
| 20b        | 20b        | The Waiting Game                    | Очікувальна гра            | Кевін Салліван            | 15 вересня 2016  | ТВА             | 039       | 1.69                      |
| 21а        | 21а        | The Loudest Yard                    | Лойдове подвір'я           | Боб Міттентхал            | 16 вересня 2016  | ТВА             | 041       | 1.76                      |
| 21b        | 21b        | Raw Deal                            | Сире згодження             | Карла Сакас               | 19 жовтня 2016   | ТВА             | 045       | 1.72                      |
| 22а        | 22а        | Dance Dance Resolution              | Танцювальна революція      | Алек Швіммер              | 19 вересня 2016  | ТВА             | 042       | 1.67                      |
| 22b        | 22b        | A Fair to Remember                  | Ярмарок пам'яті            | Кевін Салліван            | 20 вересня 2016  | ТВА             | 043       | 1.73                      |
| 23а        | 23а        | One of the Boys                     | Один із хлопців            | Кевін Салліван            | 17 жовтня 2016   | ТВА             | 048       | 1.72                      |
| 23b        | 23b        | A Tattler's Tale                    | Розповідь розповідача      | Вітні Ветта Семмі Кровлі  | 21 вересня 2016  | ТВА             | 046       | 1.82                      |
| 24а        | 24а        | Funny Business                      | Смішний бізнес             | Карла Сакас               | 7 листопада 2016 | ТВА             | 047       | 2.00                      |
| 24b        | 24b        | Snow Bored                          | Снігова нудьга             | Вітні Ветта Семмі Кровлі  | 8 листопада 2016 | ТВА             | 049       | 1.72                      |
| 25а        | 25а        | The Price of Admission              | Ціна за допущення          | Шила Шрінівас             | 15 жовтня 2016   | ТВА             | 050       | 1.82                      |
| 25b        | 25b        | One Flu Over the Loud House         | Грип у Лойдів              | Алек Швіммер              | 15 жовтня 2016   | ТВА             | 044       | 1.82                      |
| 26а        | 26а        | Study Muffin                        | Вчення кексів              | Майкл Рубінер             | 20 жовтня 2016   | ТВА             | 051       | 1.84                      |
| 26b        | 26b        | Homespun                            | Дім навиворіт              | Карла Сакас               | 22 вересня 2016  | ТВА             | 052       | 1.92                      |
| ---------- | ---------- | ----------------------------------- | -------------------------- | ------------------------- | ---------------- | --------------- | --------- | ------------------------- |

### 2 сезон (2016—2017)
| № в цілому | № в сезоні | Оригінальна назва | Українська назва | Сценарист(и) | Показ в США | Показ в Україні | Код серії | Глядачі США (у мільйонах) |
| ---------- | ---------- | ----------------- | ---------------- | ------------ | ----------- | --------------- | --------- | ------------------------- |

### 3 сезон (2018—2019)
| № в цілому | № в сезоні | Оригінальна назва | Українська назва | Сценарист(и) | Показ в США | Показ в Україні | Код серії | Глядачі США (у мільйонах) |
| ---------- | ---------- | ----------------- | ---------------- | ------------ | ----------- | --------------- | --------- | ------------------------- |